# Yves Hocdé
Yves Hocdé (Nantes, 29 aprile 1973) è un ex canottiere francese.

## Palmarès

### Olimpiadi
- 1 medaglia:
  - 1 oro (Sydney 2000 nel 4 senza pesi leggeri)